# Appartamento della marchesa di Pompadour
L'appartamento della marchesa di Pompadour è un insieme di stanze di rappresentanza presenti alla reggia di Versailles e riservate a Madame de Pompadour, favorita di Luigi XV dal 1745 al 1750.

## Storia
L'appartamento, tra il 1743 ed il 1744, venne utilizzato dalla duchessa di Châteauroux, Marie-Anne de Mailly-Nesle, come pure da sua sorella, la duchessa di Lauraguais. Alla morte della duchessa di Châteauroux, Luigi XV decise di donare l'appartamento a Madame de Pompadour. Quest'ultima lo occupò dal 1745 al 1750. Nel 1750, quando cessò di essere una delle amanti del re, abbandonò l'appartamento alla reggia.
L'appartamento è ancora oggi conservato così com'era all'epoca della marchesa di Pompadour, ma è stato ampiamente restaurato grazie a donazioni di mecenati come Verel de Belval, Swarovski e Houlès.
L'appartamento non è aperto al pubblico.

## L'appartamento

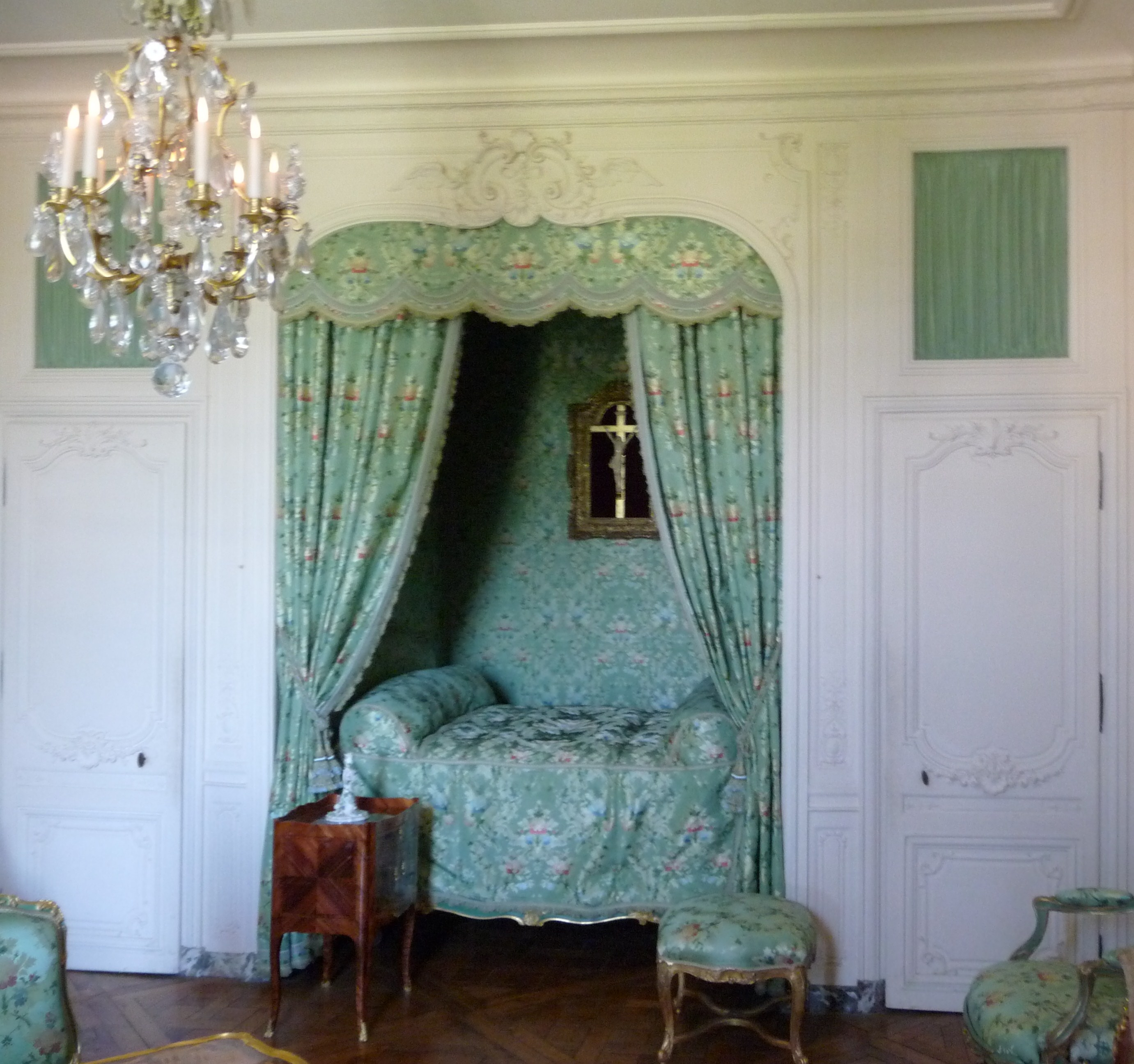
Letto con alcova della marchese, nella sua camera da letto.

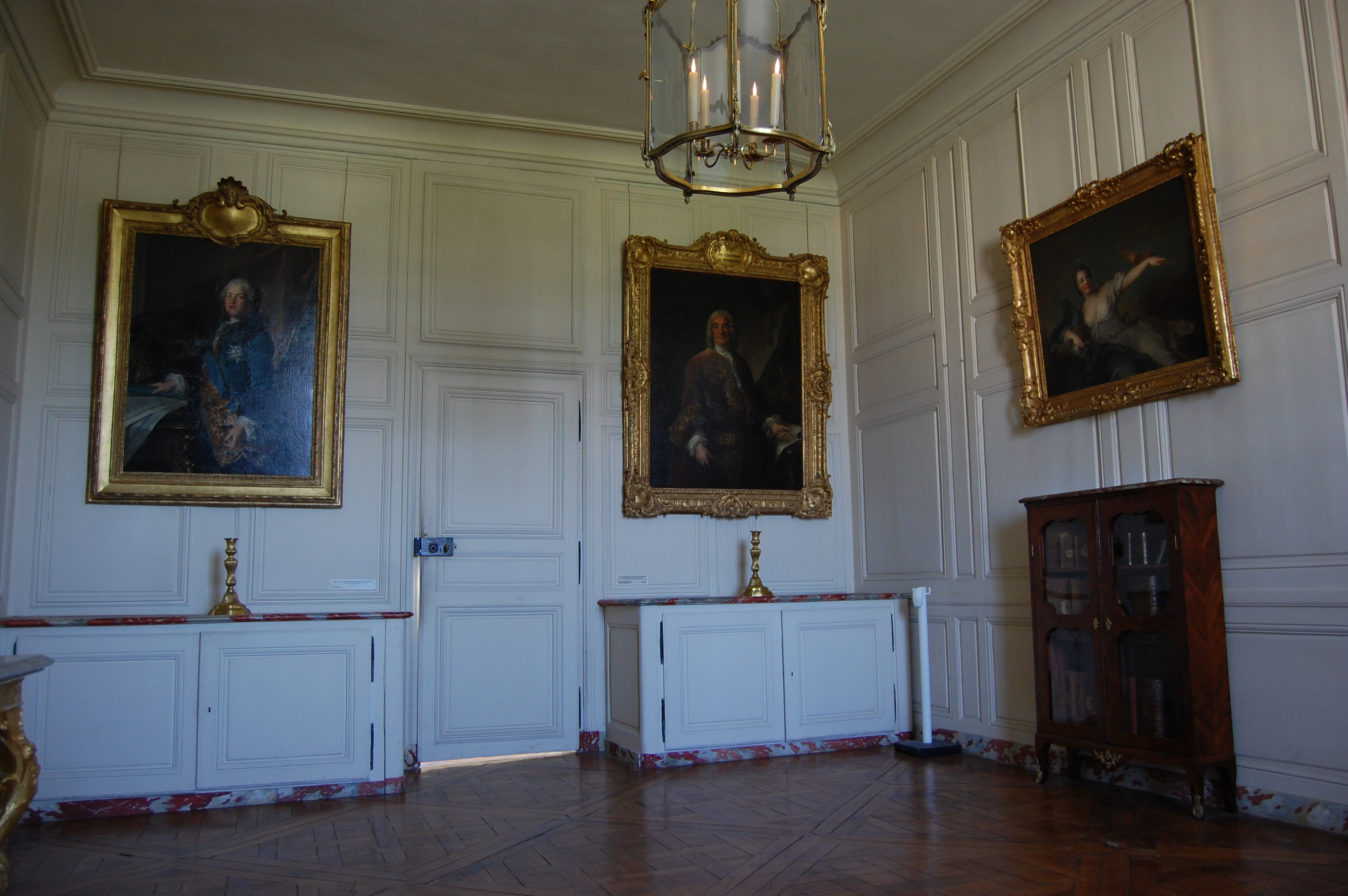
L'anticamera.

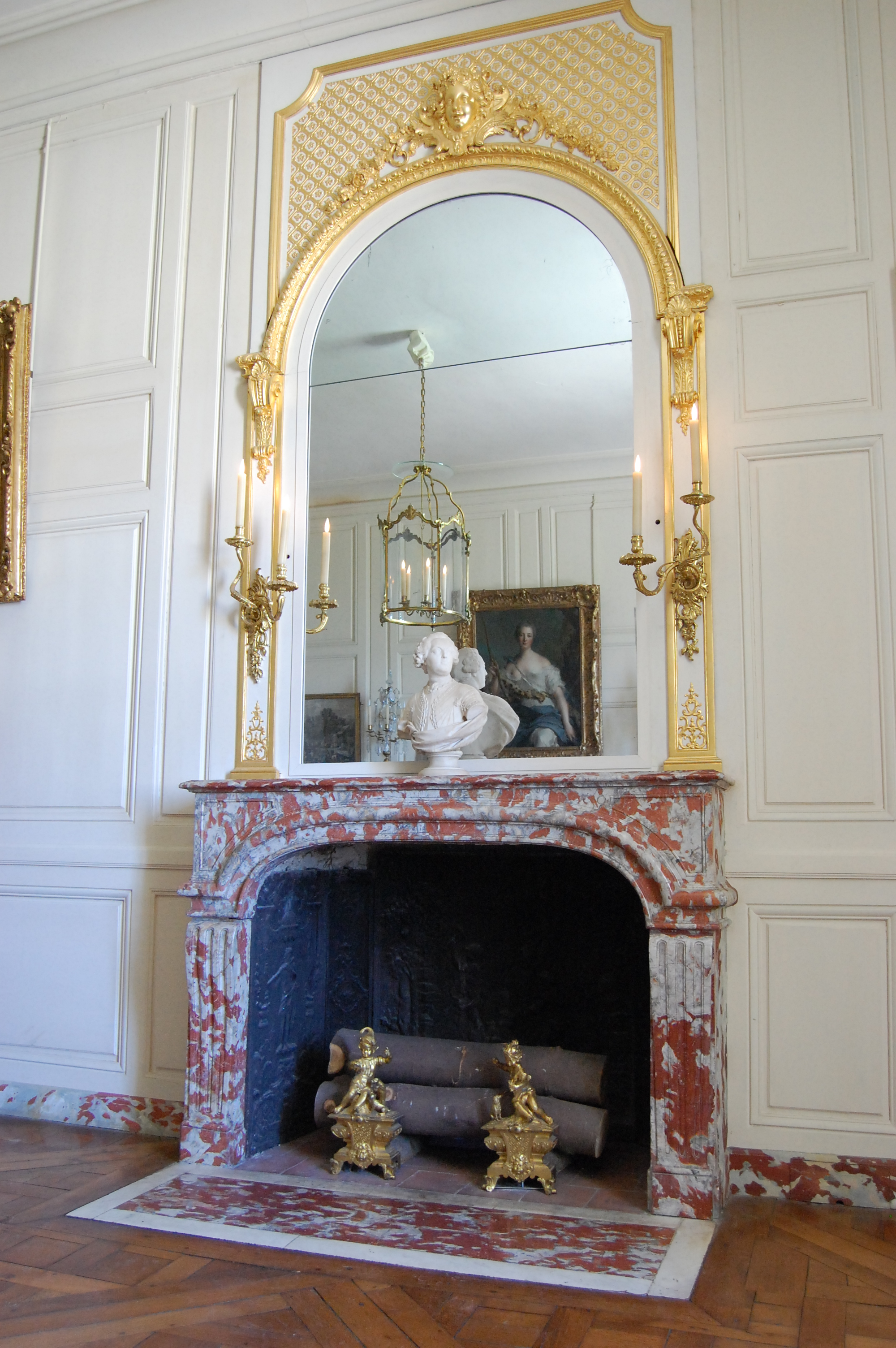
Dettaglio del camino dell'anticamera.

L'appartamento è poco spazioso ma molto intimo se comparato alla maggior parte degli altri presenti nella reggia.
All'entrata dell'appartamento si trova un piccolo guardaroba dal quale è possibile accedere alla camera di Madame du Hausset, dama di compagnia della marchesa. Si passa quindi al Grand cabinet che dal 1745 divenne la camera di madame de Pompadour. Attorno al 1747-1748 divenne il grand cabinet (salone di ricevimento). Quest'ultimo dà accesso diretto al Petit cabinet (sopra il Salone d'Apollo) ed all'anticamera.
Il camino di questa sala è datato all'epoca di Luigi XIV. L'anticamera e la camera vennero create nel 1748 a rimpiazzare un'unica grande sala utilizzata probabilmente come grand cabinet da madame de Châteauroux.
La camera da letto venne creata nel 1748 su progetto di Ange-Jacques Gabriel; il letto, posto in una alcova, permette un'area ulteriormente riservata per le ristrettezze degli spazi.